# Liste der Biografien/Wax
Liste der Biografien |
Portal Biografien |
Personensuche
# |
A |
B |
C |
D |
E |
F |
G |
H |
I |
J |
K |
L |
M |
N |
O |
P |
Q |
R |
S |
T |
U |
V |
W |
X |
Y |
Z |
?
 
Wa |
Wc |
Wd |
We |
Wh |
Wi |
Wj |
Wl |
Wn |
Wo |
Wr |
Ws |
Wt |
Wu |
Ww |
Wy |
Wz
 
Waa |
Wab |
Wac |
Wad |
Wae |
Waf |
Wag |
Wah |
Wai |
Waj |
Wak |
Wal |
Wam |
Wan |
Wao |
Wap |
Waq |
War |
Was |
Wat |
Wau |
Wav |
Waw |
Wax |
Way |
Waz
Die Liste der Biografien führt alle Personen auf, die in der deutschsprachigen Wikipedia einen Artikel haben. Dieses ist eine Teilliste mit 22 Einträgen von Personen, deren Namen mit den Buchstaben „Wax“ beginnt.

## Wax
- Wax (* 1980), US-amerikanischer Musiker und Rapper
- Wax, Amy (* 1953), US-amerikanische Juristin und Neurologin
- Wax, Erwin (* 1920), deutscher Fußballspieler
- Wax, Ruby (* 1953), US-amerikanisch-britische Comedian
- Wax, Steve, US-amerikanischer Filmproduzent
- Wax, Tom (* 1972), deutscher DJ, Produzent und Remixer im Bereich der elektronischen Tanzmusik

### Waxa
- Waxaklajuun Ub’aah K’awiil († 738), Herrscher des Maya-Stadtstaat es Copán (395–738)

### Waxb
- Waxberg, Göran (1919–2007), schwedischer Leichtathlet

### Waxe
- Waxell, Sven (1701–1762), Offizier der russischen Marine
- Waxenberger, Gaby (* 1956), deutsche Anglistin
- Waxenberger, Johannes (1915–2010), deutscher Priester und Theologe
- Waxenegger, Markus (* 1974), österreichischer PornodarstellerMarkus Waxenegger (* 1974)

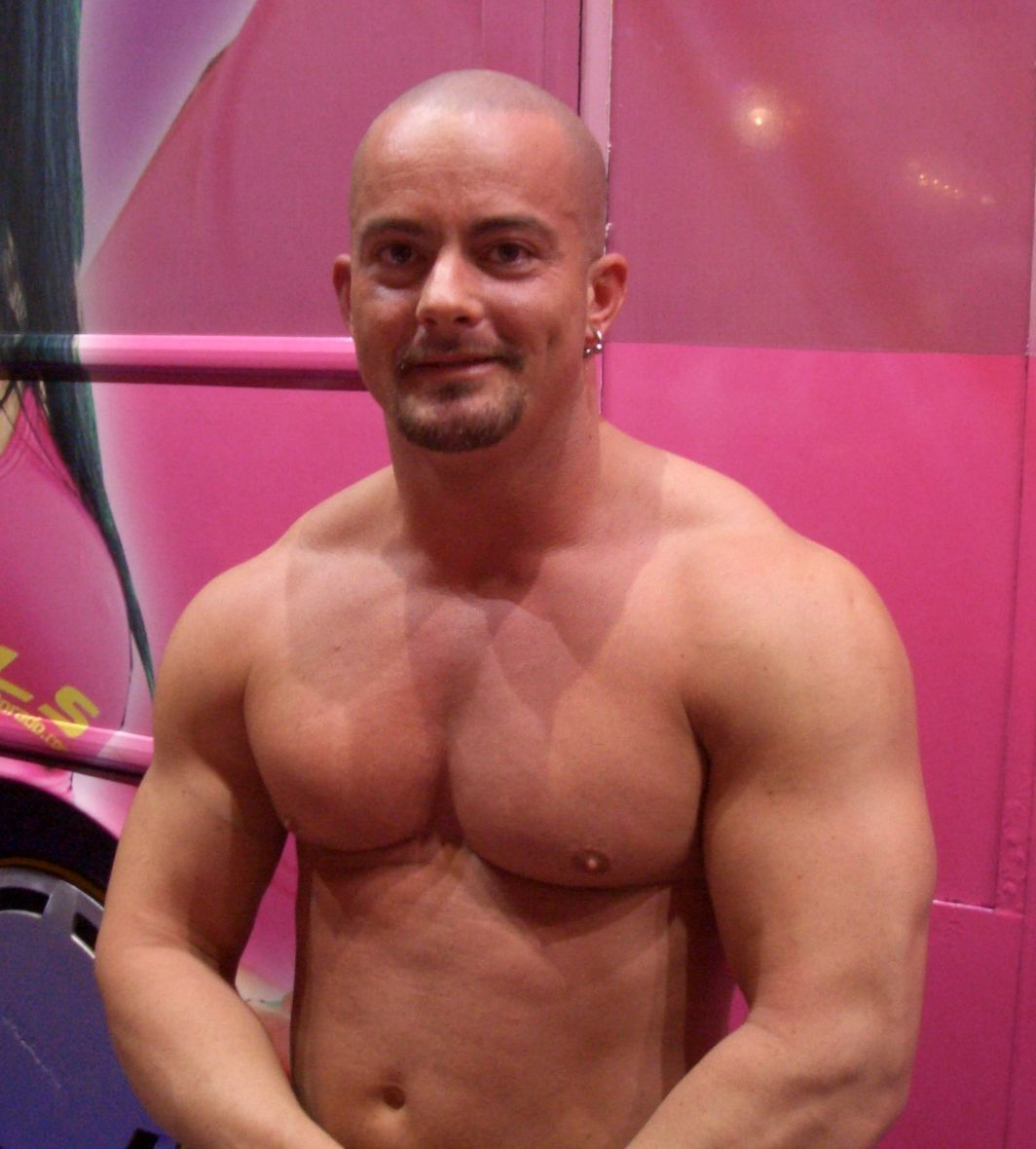
Markus Waxenegger (* 1974)

### Waxm
- Waxman, Al (1935–2001), kanadischer Schauspieler
- Waxman, Chaim I. (* 1941), US-amerikanischer Soziologe
- Waxman, Franz (1906–1967), deutsch-US-amerikanischer Filmkomponist, Dirigent und Arrangeur
- Waxman, Harry (1912–1984), britischer Kameramann
- Waxman, Henry (* 1939), US-amerikanischer Politiker
- Waxman, Keoni (* 1968), US-amerikanischer Filmregisseur, Drehbuchautor und Produzent
- Waxman, Lori (* 1976), kanadische Kunstkritikerin
- Waxman, Matt (* 1985), US-amerikanischer Pokerspieler
- Waxman, Murray (1925–2022), kanadischer Basketballspieler
- Waxman, Seth P. (* 1951), US-amerikanischer Jurist und ehemaliger United States Solicitor General